# توطئه سانادا نوبوشیکه
توطئه سانادا نوبوشیکه (به ژاپنی: 真田幸村の謀略) فیلمی به کارگردانی سادائو ناکاجیما است که در سال (۱۹۷۹) اکران شد. در این فیلم ماتسوکاتا هیروکی نقش شخصیت تاریخی سانادا نوبوشیکه را بازی می‌کند.